# Sainte-Pazanne
Sainte-Pazanne é uma comuna francesa na região administrativa do País do Loire, no departamento de Loire-Atlantique. Estende-se por uma área de 41.56 km². Em 2010 a comuna tinha 7 019 habitantes (densidade: 168,9 hab./km²).